# 新ウィーン楽派
新ウィーン楽派（しんウィーンがくは、独: Zweite Wiener Schule または Neue Wiener Schule, 英: Second Viennese School）は、主に1900年代初頭にかけて、ウィーンで活動した作曲家の集団。
- アルノルト・シェーンベルク（1874年 - 1951年）
- アントン・ヴェーベルン（1883年 - 1945年）
- アルバン・ベルク（1885年 - 1935年）

以上の3人は、シェーンベルクを師とし、ベルクとヴェーベルンはその弟子である。無調音楽および十二音技法を開拓し、クラシック音楽の分野において現代音楽と呼ばれている時代や様式の区分に、最も重要なかかわりを持つ。当時の音楽界において最も前衛的な立場にあり、美術家のワシリー・カンディンスキー、哲学思想家のテオドール・アドルノなどとも関わりを持った。

## その他の作曲家
一般的には主に上記の3人が新ウィーン楽派とされるが、それら以外にも以下の作曲家が楽派とかかわりを持っている。
- アレクサンダー・フォン・ツェムリンスキー（シェーンベルクの唯一の公式な師匠であり、義兄）
- エゴン・ヴェレス[4]
- ハンス・アイスラー（新ウィーン楽派出身で独自の道へ）
- ハンス・イェリネク
- ハンス・エーリッヒ・アポステル
- ヴィクトル・ウルマン
- ヨーゼフ・マティアス・ハウアー （トローペと呼ばれる独自の12音技法をシェーンベルクより2年ほど前に開発）
- カールハインツ・スッセル（無調と12音音楽）
- ニコラウス・フィドルフ（無調と12音音楽）
- ルネ・レイボヴィッツ
- ロベルト・ジェラール
- ノルベルト・フォン・ハンネンハイム（英語版）
- ニコス・スカルコッタス